# Голухова Олена Зеліківна
Олена Зеліківна Голухова (нар. 11 січня 1960) — радянський і російський учений-медик, кардіолог, заслужений діяч науки РФ, академік РАН (2016).
Доктор медичних наук, професор, дійсний член Європейського товариства кардіологів, керівник відділення неінвазивної аритмології та хірургічного лікування комбінованої патології НМДЦССХ ім. О. М. Бакулєва, голова секції «Кардіологія і візуалізація в кардіохірургії» Асоціації серцево-судинних хірургів Росії.

## Біографія
Народилася 11 січня 1960 року.
У 1983 році з відзнакою закінчила Другий Московський медичний інститут ім. М. І. Пирогова.
З 1983 року працює в Науковому центрі серцево-судинної хірургії ім. О. М. Бакулєва, де пройшла шлях від молодшого наукового співробітника до головного наукового співробітника і керівника відділення.
У 1988 році захистила кандидатську дисертацію.
У 1995 році захистила докторську дисертацію на тему: «Клініко-морфо-функціональні особливості шлуночкових аритмій; показання та результати хірургічного лікування».
У 2000 році обрана членом-кореспондентом РАМН.
У 2014 році — стала членом-кореспондентом РАН (у рамках приєднання РАМН до РАН).
У 2016 році обрана академіком РАН.

## Наукова та громадська діяльність
Є провідним кардіологом Росії, що спеціалізується в галузі діагностики і лікування порушень ритму серця, ішемічної хвороби серця, вад серця, кардіоміопатій та поєднаних патологій.
Автор та співавтор понад 380 друкованих праць, 14 монографій, в тому числі в зарубіжних виданнях, 6 патентів. Неодноразово представляла російську науку за кордоном, виступаючи з доповідями і лекціями на міжнародних конференціях і симпозіумах.
Запропонувала і втілила у клінічну практику прогностичні критерії розвитку життєзагрожуючих аритмій, проводить фундаментальні дослідження по біомедичним технологіям з використанням факторів ангіогенезу, які «кодують» зростання судинної мережі, розробляє алгоритми передопераційного ведення найбільш складної категорії хворих з поєднаною кардіальною і екстракардіальною патологією (цукровий діабет, патологія щитовидної залози та інші стани).
Член Комісії по боротьбі з лженаукою і фальсифікацією наукових досліджень.
Член редакційних колегій профільних журналів, заступник головного редактора журналу «Креативна кардіологія», схваленого ВАК для публікації результатів дисертаційних робіт.
Організатор міжнародної конференції «Креативна кардіологія. Нові методи діагностики і лікування захворювань серця» (спільно з Європейським товариством кардіологів, з 2003 року), а також всеросійській конференції з міжнародною участю «Кардіологія в кардіохірургії» (з 2013 року).
Автор навчального курсу з аритмології з основами електрофізіології.
Під її керівництвом захищено 45 кандидатських і докторських дисертацій.

## Нагороди
- Премія Ленінського комсомолу в галузі науки і техніки (у складі групи вчених, за 1988 рік) — за роботу «Клініка, діагностика, прогноз і нові підходи до лікування неішемічних форм порушень ритму серця у осіб молодого віку»
- Заслужений діяч науки Російської Федерації (2006)
- Премія імені О. М. Бакулєва (2001)

## Вибрані праці
- Лекции по кардиологии в 3-х томах. Под редакцией: Бокерия Л. А., Голуховой Е. З. — 2001
- Голухова Е. З. Неинвазивная аритмология. — 2002. — 148 с. ISBN 5-7982-0082-5
- Бокерия Л. А., Машина Т. В., Голухова Е. З. — 2002. — 90 с. ISBN 5-7982-0081-7
- Функциональная диагностика в кардиологии в 2-х томах. Под редакцией: Л. А. Бокерия, Е. З. Голуховой, А. В. Иваницкого. — 2005
- Бокерия Л. А., Голухова Е. З., Шанаурина Н. В., Машина Т. В., Можина А. А. Недостаточность клапанов сердца: ультразвуковая диагностика. — 2008. — 114 с. ISBN 978-5-7982-0214-0
- Клиническая кардиология: диагностика и лечение" в 3х томах под редакцией Л. А. Бокерия, Е. З. Голуховой. — 2011
- Бокерия Л. А., Алехин М. Н., Машина Т. В., Мрикаев Д. В., Голухова Е. З. Современные ультразвуковые технологии в кардиологии и кардиохирургии. — 2018. — 140 с. ISBN 978-5-7982-0390-1[1][2]

### Інтерв'ю
- Врач Елена Голухова: у 70 % взрослых сердце работает с перебоями [Архівовано 15 вересня 2018 у Wayback Machine.]
- Елена Голухова: «Больное сердце беспечности не прощает» [Архівовано 25 червня 2019 у Wayback Machine.]
- Сердце в зоне риска. Академик Елена Голухова: Непосредственный виновник любой смерти — сердце [Архівовано 27 жовтня 2020 у Wayback Machine.]